# Kanra
Kanra (甘楽町?) è una cittadina giapponese della prefettura di Gunma.